# Гражданин Токси: Токсичный мститель 4
«Гражданин Токси: Токсичный мститель 4» (англ. Citizen Toxie: The Toxic Avenger IV) — малобюджетный супергеройский фильм 2000 года режиссёра Ллойда Кауфмана, снятый в жанре чёрной комедии. Продолжение ленты 1989 года «Токсичный мститель 3».

## Сюжет
Главный супергерой-мутант Нью-Джерси («не считая Бон Джови») Токси вновь встаёт на защиту правды, справедливости и токсичных отходов (англ. Toxic waste), когда в тихом городке Тромавилле появляется банда глупых, но опасных бандитов-младенцев — «Подгузниковая мафия». Они хотят захватить местную школу (Tromaville’s School for the Very Special). Ситуация усугубляется тем, что в результате глупого несчастного случая появляется «злая версия» Тромавилля — Амортвилль и всех его жителей, и в этом «новом» городе Токси пойман в ловушку, в то время, как в Тромавилле хозяйничает его злое отражение — Нокси…

## В ролях
| Актёр           | Роль                               |
| --------------- | ---------------------------------- |
| Дэвид Мэтти     | Токсичный мститель (Токси) / Нокси |
| Хейди Сьюрсен   | Сара / Клэр                        |
| Джо Флейшейкер  | Честер / Лардасс                   |
| Пол Кирмс       | сержант Кабукимен                  |
| Дэн Сноу        | сержант Казински                   |
| Майкл Бадингер  | Тито                               |
| Лиза Терезакис  | Сладенькая                         |
| Рон Джереми     | майор Голдберг                     |
| Бэрри Брискоу   | Помпи                              |
| Дебби Рошон     | мисс Винер                         |
| Трент Гаага     | Подгузник Текс                     |
| Энтони Кантаниз | Безумный ковбой                    |

### Камео
| Актёр                | Роль                                |
| -------------------- | ----------------------------------- |
| Стэн Ли              | текст за кадром                     |
| Лемми                |                                     |
| Кори Фельдман        | гинеколог Сары                      |
| Элай Рот             | испуганный гражданин                |
| Джули Стрэйн         | модель Тромаду                      |
| Генри Нэсифф-младший | Бог                                 |
| Джеймс Ганн          | доктор Флем Хокинг                  |
| Кевин Истман         | байкер                              |
| Джейсон Склар        | Джейсон Гонзалес                    |
| Рэнди Склар          | Рэнди Диаз                          |
| Элвин Голдштейн      | пресс-секретарь мэра                |
| Хью Хефнер           | президент США (сцена удалена)       |
| Ллойд Кауфман        | актёр в социальном рекламном ролике |
| Уилл Кинан           | человек, сбитый машиной             |

## Отсылки к реальным событиям
В фильме пародируется массовое убийство в школе «Колумбайн». Также многочислены упоминания таких явлений, как неонацизм и аборты.
В ленте явно пародируются фильмы «Гражданин Кейн» и «Ужас Амитивилля».

## Премьерный показ в разных странах
- Испания — 8 октября 2000 (Международный кинофестиваль в Каталонии)
- Нидерланды — 7 апреля 2001 (Фестиваль фантастических фильмов в Амстердаме); 21 марта 2010 (Amsterdam Tromathon)
- Франция — 15 мая 2001 (Каннский кинофестиваль 2001
- Япония — 2 ноября 2001 (Международный кинофестиваль фантастических фильмов в Токио); 10 августа 2002 (широкий экран, только в Токио)
- США — 2 ноября 2001 (только в Нью-Йорке); 8 февраля 2002 (только в Лос-Анджелесе); 22 марта 2002 (только в Филадельфии)
- Швеция — 16 ноября 2001 (Международный кинофестиваль в Стокгольме)
- Швейцария — 6 июня 2002 (Фестиваль андеграундного кино и музыки в Лузанне)
- Канада — 15 ноября 2002 (только в Оттаве)
- Италия — 2 декабря 2003 (выход DVD)
- Исландия — 12 апреля 2005 (Международный кинофестиваль в Рейкьявике)
- Германия — 26 августа 2008 (широкий экран)